# Canó sense retrocés M67
El canó sense retrocés M67 és un model d'artilleria lleugera sense retrocés dissenyat als Estats Units d'Amèrica com a canó antitanc portàtil. També podia ser utilitzat en un rol antipersonal utilitzant un munició específica (M590). Aquesta arma estava dissenyada per a ser disparada principalment recolzada a terra amb un bípede integrat però també es podia disparar des de l'espatlla.

## Història i ús
Va ser introduïda a inicis de la dècada de 1960 a l'Exèrcit i el Cos de Marines dels Estats Units d'Amèrica. Va ser emprada a la Guerra del Vietnam conjuntament amb el canó sense retrocés M40, de 105 mm de calibr ei molt més gran i pesat.
L'M67 va demostrar ser una arma fiable i efectiva tot i ser utilitzada principalment contra personal enemic i defense estàtiques en comptes de contra blindats enemics. Tot i la seva efectivitat en aquests rols els militars van criticar durament el seu gran pes i la gran flamarada que provocava en disparar al seu darrere, dificultant-ne el seu ús ofensiu.